# Montrose (Nueva York)
Montrose es un lugar designado por el censo ubicado en el condado de Westchester en el estado estadounidense de Nueva York. En el año 2010 tenía una población de 2731 habitantes.

## Geografía
Montrose se encuentra ubicado en las coordenadas 41°14′43.3″N 73°56′14.41″O / 41.245361, -73.9373361.